# Тапа, Анируд
Анируд Тапа (англ. Anirudh Thapa; родился 15 января 1998 года в Дехрадуне, Уттар-Прадеш, Индия) — индийский футболист, полузащитник клуба «Мохун Баган».

## Карьера
Тапа является воспитанником футбольный академий Святого Стефана и АИФФ. С 2016 года выступает за «Ченнайин». В основном составе дебютировал 1 декабря в матче заключительного тура против «Гоа». Анируд вышел на поле в стартовом составе и был заменён на 67-й минуте матча.
За сборную Индии дебютировал 24 августа 2017 года в товарищеском матче против Сент-Китса и Невиса.
В 2019 году включён в состав сборной на кубок Азии в ОАЭ. В первом матче против Таиланда забил свой первый гол за национальную команду. Индия одержала уверенную победу со счётом 4:1.